# 德布羅伊克山
71°16′S 35°40′E / 71.267°S 35.667°E
德布羅伊克山是南極洲的山峰，位於東部南極洲的毛德皇后地，屬於法比奧拉王后山脈的一部分，海拔高度約2,000米，在1960年10月7日由比利時探險隊發現。